# 權杖2
權杖2是塔羅牌小阿爾克那中權杖的第二张牌。
各种不同版本的塔罗牌对每张牌的解释各不相同。偉特塔羅牌是这样解释的：權杖2代表着一个静止状态，它代表着玩牌的人处于一个选择状态上，但是却不知道应该做出哪个选择来。同时它也向玩牌的人提出一个要求，即在这两个选择中做出一个决定来。